# Vela ai Giochi della XI Olimpiade
Le competizioni di vela ai Giochi della XI Olimpiade si sono svolte nei giorni dal 4 al 12 agosto 1936 al Kieler Förde (Baia di Kiel). 
Rispetto all'edizione precedente di Los Angeles, per la classe Olympic Monotype lo Snowbird è stato sostituito dallo O-Jolle.

## Podi
| Evento             | Oro                                                                                              | Argento | Bronzo                                                                                           |
| O-Jolle (dettagli) | Daan Kagchelland                                                                                 | Werner Krogmann | Peter Scott                                                                                      |
| Star (dettagli)    | Germania Hans-Joachim Weise Peter Bischoff                                                       | Svezia Arvid Laurin Uno Wallentin                                                                                   | Paesi Bassi Bob Maas Willem de Vries Lentsch                                                     |
| 6 metri (dettagli) | Gran Bretagna Charles Leaf Christopher Boardman Leonard Martin Miles Bellville Russell Harmer    | Norvegia Alf Tveten Fredrik Meyer Karsten Konow Magnus Konow Vaadjuv Nyqvist                                        | Svezia Dagmar Salén Lennart Ekdahl Martin Hindorff Sven Salén Torsten Lord                       |
| 8 metri (dettagli) | Italia Bruno Bianchi Domenico Mordini Enrico Poggi Giovanni Reggio Luigi De Manincor Luigi Poggi | Norvegia Hans Struksnæs Jacob Tullin Thams John Ditlev-Simonsen Lauritz Schmidt Nordahl Wallem Olaf Ditlev-Simonsen | Germania Alfried Krupp Eduard Mohr Felix Scheder-Bieschin Fritz Bischoff Hans Howaldt Otto Wachs |

## Medagliere
| Posizione | Paese         |   |   |   | Totale |
| --------- | ------------- | - | - | - | ------ |
| 1         | Germania      | 1 | 1 | 1 | 3      |
| 2         | Paesi Bassi   | 1 | 0 | 1 | 2      |
| 2         | Gran Bretagna | 1 | 0 | 1 | 2      |
| 4         | Italia        | 1 | 0 | 0 | 1      |
| 5         | Norvegia      | 0 | 2 | 0 | 2      |
| 6         | Svezia        | 0 | 1 | 1 | 2      |
| Totale    | Totale        | 4 | 4 | 4 | 12     |